# Свети Йоан Предтеча (Мегалос Принос)
„Свети Йоан Предтеча“ (на гръцки: Ιερός Ναός Τιμίου Προδρόμου) е възрожденска православна църква край село Мегалос Принос (Мегало Казавити) на остров Тасос, Егейска Македония, Гърция, част от Филипийската, Неаполска и Тасоска епархия на Вселенската патриаршия.
Църквата е разположена северно от селото, на плато в подножието на планината. Построена в 1865 година, като годината е обозначена в надпис в южната част на източната стена.
В архитектурно отношение е еднокорабна църква с дървен покрив и трем на западната страна. Външните размери са 9,18 / 6,25 m, площта е 57,38 m2, а зидарията е с дебелина от 0,67 m. Тремът е широк 2,52 m. Сводестият вход е в центъра му, като от двете му страни има сводести отвори. Вход е имало и на южната страна, но е затворен.
Входът на наоса е с едно стъпало повдигнат по отношение на трема и е на нивото на наоса. Отвън е сводест и над него има плитка сводеста ниша, където е имало изображение на Свети Йоан Предтеча. Отвътре входът е правоъгълен и е по-висок. Църквата е осветена от две малки правоъгълни прозорчета на юг, едно от които е в светилището. Подът е покрит с бели плочи. Близо до царските двери има голяма кръгла плоча.
Иконостасът е дъсчен, висок с две врати. Всеки панел има две табла. Царските икони са пет и няма друга зона за икони. Полудванадесетоъгълната апсида има вентилационен отвор. Протезисът, диакониконът и конхата на северната страна са полукръгли. И наосът и тремът нямат таван. Покривът е общ за наоса и трема и е на четири води от плочи.